# Coro Académico da Universidade do Minho
O Coro Académico da Universidade do Minho (CAUM) é uma associação cultural sem fins lucrativos, fundada em janeiro de 1989 e reconhecida como Pessoa Coletiva de Utilidade Pública em junho de 2004.

## História

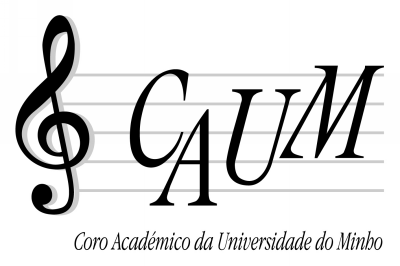
Logótipo inicial do CAUM

O Coro Académico da Universidade do Minho (CAUM) é uma associação cultural sem fins lucrativos. Este grupo cultural da Universidade do Minho é um dos mais antigos, tendo iniciado as suas atividades em janeiro de 1989 (na altura, com o nome de Grupo Coral da Associação Académica da Universidade do Minho) e, desde então, tem desenvolvido um trabalho de prática e divulgação da música de todas as épocas, em especial da música portuguesa.
Foram já mais de quatro centenas de concertos e atuações por todo país e pelo estrangeiro, pelos quais passaram mais de seiscentos coristas, das quais se destacam a estreia televisiva do CAUM transmitida em direto pela RTP1 durante a cerimónia do Estádio Municipal de Braga (2003), na qual interpretou “A Portuguesa” perante 30 mil pessoas.  Adicionalmente, no âmbito da comemoração dos seus 15 anos, atuou em direto no programa “Praça da Alegria” da RTP1 (2004).
Em junho de 2005 viu o seu trabalho em prol da cultura reconhecido na cerimónia dos galardões "A Nossa Terra" ao ser distinguido com o galardão "Associação Cultural e Recreativa".
Desde a sua fundação em janeiro de 1989, até agosto de 2004, o CAUM foi dirigido de forma exemplar por Fernando C. Lapa, que deixou no coro a distinção das suas qualidades musicais e humanas.  Entre abril e dezembro de 2005 a regência do CAUM foi assumida por Magna Ferreira tendo, em janeiro de 2006, sido assegurada por Rui Paulo Teixeira (que já tinha desempenhado as mesmas funções entre outubro de 2004 e março de 2005), até dezembro de 2017. Nessa mesma data, Sílvio Cortez assumiu a direção musical do CAUM, tendo permanecido até setembro de 2022, quando o cargo foi assumido por Cosme Campinho.

## Traje e simbologia

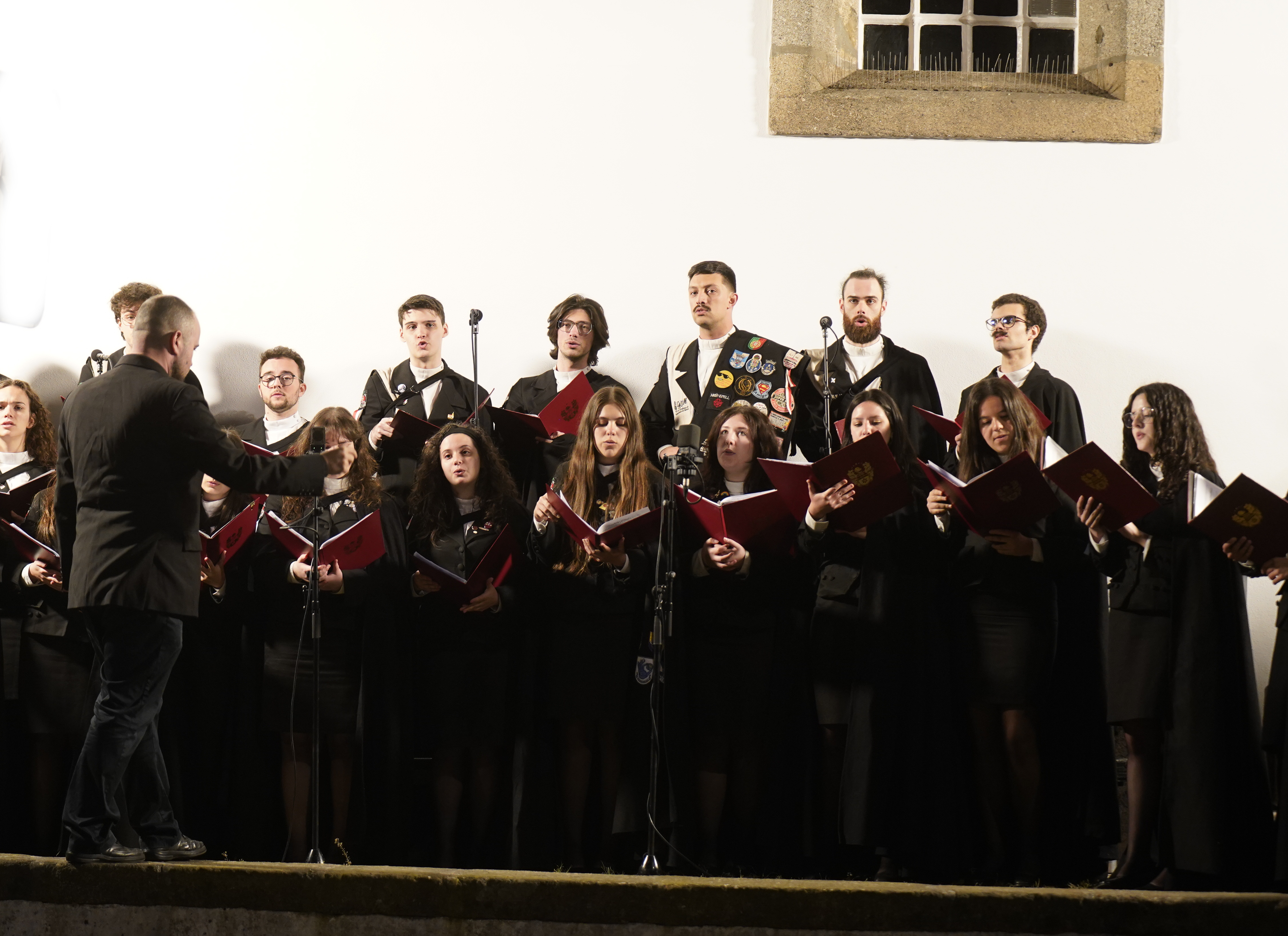
O coro a atuar em 2025

Enquanto Coro Académico da Universidade do Minho, nas atuações todos os coristas apresenta-se com o Traje Académico da Universidade do Minho, (com exceção do tricórnio), envergando o brasão do CAUM cosido no braço esquerdo do casaco e transportando uma capa vermelho escuro com o respetivo brasão, para transporte de partituras.
Adicionalmente, os coristas ditos efetivos, sobre o ombro direito colocam o "Coralinho": uma peça em linho cru, debruada a cetim preto e com o logótipo do CAUM bordado a preto, símbolo de mérito e de trabalho desempenhado enquanto membro integrante do CAUM.

### Brasão
O escudo representa o peito, ou coração, que alberga a alma (simbolizada pela flor). A estrela no seu centro representa o espírito contido dentro da alma, sob forma de centelha ou semente. Do coração nasce a criação artística, flui o cântico (pauta/livro) – que é a actividade essencial do Coro. Acima do escudo, o elmo (cabeça) representa o espírito, ignizado pela inspiração vinda do íntimo e pela inspiração vinda do exterior. O trovão, por sua vez, simboliza a combinação da alma e do espírito (uma inspiração que toca tanto o coração como a cabeça). O fogo de Prometeu (dourado) arde no interior da Universidade do Minho (vermelho) e no sangue do Jacinto vermelho), expressando-se sob a forma de cântico colectivo (caum).

### Coralinho
Aquando da passagem de associado caloiro a associado efetivo, o caloiro recebe o coralinho, símbolo do empenho, dedicação e trabalho árduo da sua caminhada enquanto caloiro. É um símbolo de mérito, de finalização de uma etapa e concretização eficaz de todo o seu esforço. No entanto, é também símbolo de uma nova etapa, de novas responsabilidades e obrigações para com o CAUM, uma etapa em se sentirá o verdadeiro "peso" deste elemento.
O coralinho é uma peça em linho que recai sob ombro direito, por cima do casaco do traje. Em toda a volta, vê-se um recorte preto e, na frente, encontra-se o anterior logótipo do CAUM, símbolo das raízes de todo e qualquer membro desta organização.

## Principais Eventos

### Puer Natus Est (PNE)
O "Puer Natus Est" é um dos pontos altos do CAUM – o tão famoso concerto de Natal que se realiza na Sé de Braga e tem, por norma, uma causa social associada. Neste concerto procura-se sempre a participação de outros grupos culturais, tornando mais rico este momento musical que enche a Sé de Braga e os corações de quem assiste. A música, quando partilhada, ganha, sem dúvida, mais vida e calor.
Para além disso, e desde há muito, é também um momento de passagem de associados caloiros a associados efetivos, ganhando, assim, uma simbologia especial para o coro e os seus membros. É talvez por isso que este concerto junta diferentes gerações passadas que depois sobem ao “palco” para entoarem a peça final.
Para além de se cantar, trazer cultura e novidade à cidade de Braga e apoiar diversas causas sociais, reafirmam-se laços na família CAUM, acresce a responsabilidade dos associados e o carinho dos que já por cá andaram e tornaram possível este sonho que hoje vivemos.

### Vozes Sobre a Cidade (VSC)
De modo a mostrar todo o trabalho realizado durante o ano letivo, no final deste mesmo, no início de julho, o CAUM realiza o "Vozes Sobre a Cidade", enchendo de música um dos lugares mais emblemáticos de Braga - os escadórios do Bom Jesus. Este é, como todos os outros, um concerto de entrada gratuita. Visa-se, para além da aproximação do CAUM com a cidade, marcar o final de mais um ano letivo, para muitos, o final do percurso académico e, às vezes, da caminhada no CAUM (apenas no conceito de caminhada mais próxima e presente, porque a verdadeira nunca acaba).
Tal como o PNE, o VSC é também um momento de passagem de associados caloiros a associados efetivos.
Também a este concerto, durante os últimos anos, temos apostado em trazer uma cultura que nos é mais próxima, com parcerias com os grupos da casa. Passando por teatro, dança e música interpretada de diferentes formas, o CAUM tem explorado aquilo que a Academia Minhota tem para oferecer.

### Encontro de Coros Universitários (ECU)
Em meados de abril, o CAUM realiza, bienalmente, o ECU, um encontro de coros universitários que visa a promoção de partilha de experiências e conhecimentos entre coros de diferentes universidades e regiões do país e/ou globo. Este é também um marco bastante significativo nas atividades do grupo, uma vez que junta muitos coros e os laços intergrupais também vão, aos poucos, surgindo.
São já vários, os coros nacionais e internacionais com os quais o CAUM se vai constantemente cruzando durante esta caminhada. Sendo esses mesmos, os amigos que se pretende trazer, a cada edição, ao ECU.

## Colaborações/Participações
A  presença  deste  grupo  no  cenário  musical  tem-se  pautado  por  uma  atitude  de  abertura  e pluralismo. Nesta perspetiva colaborou com vários grupos e formações em variados momentos: 
- Grupo convidado no CELTA (1994, 1995, 2001 e 2017);
- Grupo convidado no FITU (1996);
- Festa de aniversário do grupo Raízes (1996);
- Festival Universitário de Música Popular - FUMP (1997);
- Interpretação de repertório comum com o Grupo de Fados de Coimbra Æminium (2001);
- Colaboração com a fadista María do Ceo (2001);
- Colaboração com o grupo Som Ibérico  (2001,  2004  e  2006);
- Colaboração com  a  Azeituna  –  Tuna  de  Ciências  da  Universidade  do  Minho  (2001, 2003, 2004, 2012);
- Colaboração com a Orquestra Sinfonieta de Braga (2006 e 2007);
- Take a walk with me (2007) - experiência  musical  partilhada  com  o  grupo  Folk  Jazz  Essemble  (contrabaixo,  guitarra e bateria) e a incrível voz de Monica Jakobsen;
- Música do Mundo (2009) - tema do projeto com o DJ e sonoplasta João Pedro, acompanhado por percussão, Miguel Carneiro e baixo João Figueiredo.
- Parceria com "Angúria" (banda bracarense) - para realização do concerto de Verão;
- Colaboração com o Grupo de Percussão da Universidade do Minho (Bomboémia) - em pleno Theatro Circo, aquando do Récita do Primeiro de Dezembro (evento anual de homenagem aos heróis de 1640 organizado pela Associação Académica da Universidade do Minho), com a música Rolling in the deep da cantora Adele.

A participação na arte dramática constituiu mais uma das suas formas de intervenção cultural: na gravação da música para as peças de teatro “O Arquitecto e o Imperador da Assíria” de Arrabal e “Partir  a  meio-dia”  de  Paul  Claudel  (1996)  e  na  apresentação  de  “A  Luz  Irrompe  em  Lugares Estranhos” (2003 e 2004), um espetáculo organizado em parceria com o Sindicato de Poesia, com encenação de António Durães e musicalidade de Fernando C. Lapa em poemas de Alexandre O’Neill, E. Mello e Castro, Herberto Hélder e Miguel Torga. Em 2012 apresentou-se em Ponte de Lima em colaboração com o Grupo de Teatro Unhas do Diabo no Festival de Teatro de Rua de Ponte de Lima (RUARTE) com a apresentação da lenda local "Unhas do Diabo", num espetáculo ao ar livre junto ao Rio Lima.
Em  parceria  com  a  Orquestra  ARTAVE  interpretou,  em  diversas  cidades  do  Norte  de  Portugal, repertório coral-sinfónico: “Magnificat” de Vivaldi, excertos do “Messias” de Hændel e da “Criação” de  Haydn,  “Cantata  BWV61”  de  J.S.  Bach,  “Cantata  Der  Herr  ist  mit  mir”  de  Buxtehude,  “Lauda Sion” e “Salmo 42” de Mendelssohn, “From The Bavarian Highlands” de Elgar e “Cantares de Natal” de Fernando C. Lapa.

## Discografia
O CAUM iniciou a sua discografia com algumas interpretações no CD “Estes anos são viagem” , editado pela Rádio Universitária do Minho (1995) sendo também um dos coros representados na coletânea “Os Melhores Coros Amadores da Região Norte” (1997).
O seu primeiro CD tem como título “Vozes e Espaços” e foi gravado em Braga, na Sé Catedral e no Salão Medieval do Largo de Paço, e em Guimarães, no Paço dos Duques de Bragança (2001).
Como grupo convidado participou na gravação dos álbuns “Al rescate del alma” da cantora galaico-portuguesa María do Ceo (2002) e “Se as capas falassem” da Azeituna (2002). Da natural  sintonia  das  vozes  do  CAUM  e  dos  instrumentos da Azeituna, surgiu  uma  realidade  que transcende a dimensão de cada um dos grupos, sob a forma de uma série de espetáculos conjuntos e da gravação de um CD “Coro Sobre Azul” (2003).
Na celebração dos 15 anos de atividade o CAUM editou um CD multimédia intitulado “Hino da Universidade do Minho” (2004). O sonho de gravar um CD de Natal foi concretizado no projecto “Dormindo está o Menino” (2006), que contém um espólio riquíssimo de músicas de Natal com acompanhamento de órgão. O CD “Homenagem a Fernando C. Lapa” (2008) contém as mais importantes peças da história coral do CAUM da autoria deste maestro. Esta edição especial pretende ser uma singela homenagem à obra coral do compositor e inclui um  livro  único  que  contém  as  partituras  de todas  as  peças  gravadas.
Dando seguimento ao cultivo de uma partilha de cultura musical e da arte coral, o CAUM lançou, em 2017, um novo álbum, “Na promessa de uma canção”, uma coletânea de arranjos do Maestro Rui Paulo Teixeira, onde se comemora, acima de tudo, a amizade.

### Lista ordenada de discografia
- Vozes e Espaços, 2001 [2]
- Coro sobre Azul, com Azeituna [3], 2003
- Hino da Universidade do Minho, 2004 [4]
- Dormindo está um menino, 2006 [5]
- Homenagem a Fernando C. Lapa, 2008 [6]
- Na Promessa de uma Canção, 2017 [7]

#### Vozes e Espaços(2001)
| Número | Nome                                     |
| ------ | ---------------------------------------- |
| 1      | Hino da academia                         |
| 2      | Ay linda amiga                           |
| 3      | Na fonte está Lianor                     |
| 4      | Regina coeli laetare                     |
| 5      | Sanctus (da Missa de Feria)              |
| 6      | Sanctus (do Requiem à memória de Camões) |
| 7      | Amazing grace                            |
| 8      | Sometimes I feel                         |
| 9      | Do varão nasceu a vara                   |
| 10     | Não segueis o trigo verde                |
| 11     | Senhora Santa Cat'rina                   |
| 12     | Cantares                                 |
| 13     | Berceuse                                 |
| 14     | Éveille-toi, Renaud                      |
| 15     | O come, all ye faithfull                 |
| 16     | Adeste fideles                           |
| 17     | The first nowell                         |
| 18     | Heillige nacht                           |
| 19     | Fé                                       |

#### Coro Sobre Azul(2003)
| Número | Nome                     |
| ------ | ------------------------ |
| 1      | As giestas               |
| 2      | Cantares                 |
| 3      | O Mostrengo              |
| 4      | A moda do chapéu ao lado |
| 5      | O Douro passa a cantar   |
| 6      | Ó meu amorzinho          |
| 7      | Versos de amor           |
| 8      | Na fonte está Lianor     |
| 9      | Adeus ó Braga            |
| 10     | Hino da Academia         |

#### Hino da Universidade do Minho (2004)
| Número | Nome                          |
| ------ | ----------------------------- |
| 1      | Hino da Universidade do Minho |

#### Dormindo está um menino(2006)
| Número | Nome                         |
| ------ | ---------------------------- |
| 1      | Pilgrim                      |
| 2      | Es ist ein Ros' entsprungen  |
| 3      | Natal de Penamacor           |
| 4      | Em Belém o Salvador          |
| 5      | Do varão nasceu a vara       |
| 6      | Amazing grace                |
| 7      | I can tell the world         |
| 8      | Noël                         |
| 9      | Dormindo está um menino      |
| 10     | Eu hei-de m'ir ao presépio   |
| 11     | Alegrem-se os céus e a terra |
| 12     | Amen                         |
| 13     | Extra: Gente humilde         |

#### Homenagem a Fernando C. Lapa(2008)
| Número | Nome                         |
| ------ | ---------------------------- |
| 1      | A gente vai continuar        |
| 2      | O galo é o dono dos ovos     |
| 3      | Maio, maduro Maio            |
| 4      | Marinheiro                   |
| 5      | Ó minha mãe venha 'vere'     |
| 6      | Ró-ró                        |
| 7      | Amazing grace                |
| 8      | Deep river                   |
| 9      | I courted a wee girl         |
| 10     | Winter, fire and snow        |
| 11     | The last rose                |
| 12     | Caminhando vai José          |
| 13     | Pastores que andais na serra |
| 14     | Eu hei-de m'ir ao presépio   |
| 15     | Alegrem-se os céus e a terra |
| 16     | Já                           |
| 17     | Breve                        |
| 18     | Provérbio                    |
| 19     | Responso                     |
| 20     | Ailitla                      |
| 21     | Discurso                     |

#### Na Promessa de uma Canção (2017)
| Número | Nome                    |
| ------ | ----------------------- |
| 0      | 20th Century Fox        |
| 1      | White Winter Hymnal     |
| 2      | What a Wonderful World  |
| 3      | Fix You                 |
| 4      | Este Linho é Mourisco   |
| 5      | Menina Estás à Janela   |
| 6      | Leãozinho               |
| 7      | Passou por mim e sorriu |
| 8      | When I sing             |
| 9      | PIlgrim                 |
| 10     | Rolling in the deep     |
| 11     | Lullabye                |
| 12     | De um negro a chama     |

## Hino da Universidade do Minho

### História do Hino
A ideia de criar um hino para a Universidade do Minho partiu da Associação Académica da Universidade do Minho em 1995, num momento de particular vitalidade da nova Academia Minhota. O poeta José Manuel Mendes e o compositor Fernando C. Lapa foram os autores contratados. Assim nasceu o Hino da Academia, o qual tomou a designação de Hino da Universidade do Minho após a sua aprovação pelo Senado Universitário, no dia 17 de janeiro de 2004, como hino oficial da universidade. Mais do que a exaltação à instituição, é uma feliz expressão dessa experiência marcante que constitui, para muitos jovens, a passagem pela universidade.
O Hino da Universidade do Minho foi gravado pelo Coro Académico da Universidade do Minho em 1995, figurando na abertura do CD Estes Anos São Viagem editado pela Rádio Universitária do Minho. Foi nessa ocasião ensaiado também pela Azeituna e pela Tuna Universitária do Minho, sendo interpretado por essas tunas e pelo coro em diversas ocasiões. Foi gravado em 2001 pelo Coro Académico, com acompanhamento de piano, sendo a peça de abertura do CD Vozes e Espaços. Foi também gravado novamente em 2003, no projeto do CD Coro sobre Azul, onde é tocado pela Azeituna e cantado pelo CAUM.

### Letra do Hino
Estes anos são viagem

Entre a água e o acontecer

Ramo de astros sobre a margem

Barco ainda por haver
É no vento a nossa casa

Chão aberto a quem chegar

São mil asas numa asa

Da canção a partilhar
Novo tempo e já memória

Dias breves em devir

É o arder na própria história

Todo o destino é partir
Estes anos são passagem

Entre a água e o acontecer

Um amor de mar e margem

Na euforia de viver
É no vento a nossa casa

Chão aberto a quem chegar

São mil asas numa asa

Da canção a partilhar
Novo tempo e já memória

Dias breves em devir

É o arder na própria história

Todo o destino é partir.